# Иши
И́ши (англ. Ishi; ок. 1860, Северная Калифорния — 25 марта 1916, Калифорнийский университет в Беркли, США) — индеец, который считается последним известным представителем племени яхи, южной ветви народности яна, и одновременно последним носителем южного диалекта языка яна. Пресса также называла его «последним диким индейцем США», жившим в «каменном веке». Точная дата рождения Иши неизвестна. Бо́льшую часть своей жизни он провёл в малодоступных гористых районах Калифорнии вместе с четырьмя последними соплеменниками, среди которых были его мать и сестра (по другим данным, кузина). К 1900-м годам они все умерли, и Иши остался в полном одиночестве.
29 августа 1911 года он был обнаружен рядом с городом Оровилл. Здесь шериф полиции до полного выяснения вопроса о личности задержал его и поместил в камеру для душевнобольных. Через несколько дней к индейцу приехал антрополог Томас Уотермен, впоследствии ставший постоянным спутником и близким другом Иши.
Вместе с Уотерменом Иши уехал в Музей антропологии при Калифорнийском университете в Беркли, где и прожил до своей смерти от туберкулёза в 1916 году. Благодаря активному сотрудничеству индейца с учёными им удалось фрагментарно восстановить язык и фольклор яхов, а также получить многочисленные сведения о повседневной жизни племени.

## Детство
Племя яхи, к которому принадлежал Иши, занимало самую южную территорию расселения народности яна. До прихода переселенцев яхи занимались рыболовством, охотой и собирательством. Действия первых колонизаторов не затронули яна, однако с 1840-х годов народ начал стремительно вымирать, что было связано с массовым притоком переселенцев в ходе калифорнийской золотой лихорадки. Гибель индейцев произошла из-за непрекращающихся войн с белыми: переселенцы, напуганные многочисленными историями о жестокости и физической силе яна, стремились уничтожить племя любыми способами. К сражениям привлекались регулярные войска армии США. 1850-е годы стали ещё более тяжелыми для яхов. Их численность заметно сократилась, а из-за хозяйственной деятельности переселенцев прежние занятия уже не были такими продуктивными, и индейцы начали голодать. Лишённые прежних способов добывать пищу, к 1857 году яхи занялись грабежом. В ходе таких вылазок многие члены племени попадались и были расстреляны или повешены.
Иши родился в конце 1850-х или начале 1860-х годов. Наиболее вероятным годом рождения индейца считается 1862. Имя, данное ему при рождении, неизвестно. Это связано с поверьями яна, запрещающими сообщать своё имя кому-либо, кроме ближайших родственников. Точно так же Иши нельзя было упоминать имена своих умерших соплеменников. В 1996 году археолог Стивен Шекли опубликовал результаты своих исследований, согласно которым Иши не был чистокровным яхом, так как из-за истребления племени белыми поселенцами и завезёнными болезнями яхи стали брать себе в жены девушек из ещё оставшихся соседних племён, чтобы избежать близкородственных браков.
В 1870 году землевладелец В. Сэгрейвс обнаружил, что его склад был разворован. Подозрение Сэгрейвса пало на яхов. Вместе с активистом Гудом, уже командовавшим несколькими экспедициями против них, Сэгрейвс направился к месту проживания племени. Там Гуд и Сэгрейвс встретили группу из около 15 яхов и расстреляли всех мужчин, а трёх женщин взяли в плен. После этого они заметили ещё двух человек, старика и юношу примерно 17-летнего возраста, задержавшихся и потому сумевших спастись. Впоследствии Сэгрейвс утверждал, что тем юношей был Иши. Приехав через 40 лет в Беркли, он опознал индейца. Однако в 1870 году Иши было около 10 лет.
Когда Иши минуло 10 лет, от его племени осталась лишь небольшая группа людей. Тогда же яхи начали покидать свои территории и углубляться всё дальше в гористые районы.

## Жизнь вне цивилизации
О жизни Иши до 1911 года известно очень мало. Сам он с крайней неохотой говорил про этот период. Антрополог Томас Уотермен, работавший с Иши, предполагал, что после расстрела 1870 года осталось 15-16 яхов. Иши никогда не упоминал, что с тех пор в племени был рождён хотя бы один ребёнок.
Оставшиеся в живых яхи обосновались в малодоступных и незаметных местах. Они питались рыбой, кашей из желудей и зелёным клевером. Для охоты яхи использовали лишь бесшумное оружие. В 1890-х годах яхи вернулись к грабежам, однако в 1894 году полностью прекратили вылазки к переселенцам. В то время племя отступило ещё дальше — в ущелье Дир-Крик (в переводе — «Олений ручей»). Его численность продолжала снижаться, пока не достигла 5 человек. Кроме Иши, остались его мать, сестра (по другим данным, кузина), престарелый индеец и юноша. Последние двое не были связаны близкими родственными отношениями с Иши. Впятером яхи основали деревню Вовунупо-Ма-Тетна, где и поселились. Юноша через некоторое время умер, и на плечи Иши и его сестры легла забота о двух стариках.
В 1906 году один из переселенцев был обворован, и по окрестностям поползли слухи, что не все индейцы вымерли. В ноябре 1908 года строительная компания, готовящаяся к постройке плотины между Дир-Криком и Салфер-Криком, направила к Вовунупо-Ма-Тетна группу инженеров для обследования горного потока. При исследовании группа наткнулась на Иши. Реакция индейца осталась неизвестной: согласно одному из инженеров, он «злобно зарычал», другой же говорил, что индеец помахал белым рукой, показывая, что им следует уйти. Когда инженеры рассказали об этом коллегам, те восприняли их слова с недоверием и сошлись на том, что им померещилось.
Тем временем индейцы решили, что переселенцам удалось обнаружить их поселение. Они не могли продолжать отступать: старик передвигался с трудом, мать Иши же вовсе не могла ходить. Яхи договорились, что в случае опасности сестра Иши возьмёт под свою опеку старика, он же останется при матери. Наконец переселенцы действительно решили довериться словам инженеров и осмотреть территорию Дир-Крика. Проводником отряда, состоящего из топографов, выступил Мерль Эпперсон. Топографы сумели обнаружить деревню, однако все способные уйти жители к тому времени уже покинули её: в Вовунупо-Ма-Тетна осталась лишь мать Иши. Эпперсон решил, что она не представляет для них опасности, и велел временно на ночь покинуть деревню. Вернувшийся с утра отряд обнаружил, что женщина исчезла. Топографы попытались разыскать индейцев, но их попытки не увенчались успехом. В дальнейшем в поисках участвовал и антрополог Уотермен, впоследствии близкий друг Иши.
В тот день Иши потерял сестру и старика: он с матерью убежал в одну сторону, они — в другую. У яхов было оговорено место встречи, но они так и не пришли туда, из чего Иши сделал вывод, что они погибли. По его мнению, они либо утонули при переправе через Дир-Крик, либо их загрызли пумы. Мать жила с Иши до своей смерти, наступившей вскоре после разорения деревни. С конца 1908 года по середину 1911 года индеец жил один. Летом 1911 года Иши, гонимый голодом и одиночеством, ушёл с горы и отправился в неизвестном направлении.

## Выход из гор
29 августа 1911 года индеец был обнаружен калифорнийскими мясниками на бойне. Они приняли решение позвонить шерифу ближайшего населённого пункта — города Оровилл. Дж. Б. Вебер с подручными немедленно приехали на бойню и приготовились к агрессивным действиям индейца. Однако он не оказал полицейским никакого сопротивления и позволил надеть на себя наручники. Вебер попытался поговорить с задержанным, но тот не понимал по-английски. Тогда шериф отвёз индейца в городскую тюрьму Оровилла и заключил его в камеру для душевнобольных. К тому времени весть о внезапно обнаруженном индейце облетела Оровилл, и в тюрьме собралась толпа любопытных. Они проникли в здание и стали рассматривать индейца через решётку. Полицейским пришлось применить силу, чтобы выдворить толпу на улицу.
Иши не принимал предложенную пищу и не спал, опасаясь белых людей. Впоследствии он умалчивал об этом и лишь упоминал, что в тюрьме его комфортно обустроили и вкусно накормили. С индейцем попытались заговорить испанцы и коренные американцы из племён майду и винтун, но ни одна из попыток не увенчалась успехом.
В тюрьме была сделана первая фотография индейца, опубликованная газетой San Francisco Call. Эта статья привлекла внимание двух антропологов из Калифорнийского университета в Беркли — профессоров Крёбера и Уотермена. 31 августа Крёбер отправил Веберу телеграмму с просьбой подтвердить достоверность информации о пойманном диком индейце. По-видимому, шериф сразу же ответил учёному, поскольку уже на следующий день Уотермен отправился в Оровилл.

### Знакомство с Уотерменом
Ещё до знакомства с индейцем антропологи определили, что он относится к племени яна, однако Уотермену предстояло выяснить, к какой именно ветви он принадлежит: северной, центральной или южной. В первых двух случаях контакт с индейцем был бы значительно облегчён, так как были известны носители языков племён и составлены соответствующие словари. Южные яна же тогда считались полностью вымершими.
Уотермен взял с собой в Оровилл словарь языков северных и центральных яна. С помощью листа с фонетической транскрипцией антрополог стал зачитывать индейцу слова из диалектов яна, но тот оставался безучастным, хотя и внимательно прислушивался к Уотермену. Первым словом, которое опознал Иши, стала «жёлтая сосна». За этим последовало ещё несколько слов. Индеец действительно оказался представителем считавшихся вымершими южных яна. Согласно Уотермену, южный диалект яна имел существенные отличия от северного и центрального, но не настолько значительные, чтобы вовсе не понимать соседей.
После того, как Уотермен спустя нескольких часов беседы стал относительно ориентироваться в языке южных яна, Иши решился задать ему вопрос: «Ты индеец?». Иши понимал, что его собеседник не относится к коренным американцам, а этим вопросом пытался, используя ограниченный запас слов, выяснить, дружественные ли намерения у Уотермена. После того, как тот ответил утвердительно, Иши окончательно успокоился и доверился учёному.
В первые дни после обнаружения индейца Вебер стал подыскивать для него подходящий дом. Уотермен предложил Веберу забрать индейца с собой в Калифорнийский университет, а там поселить в институтском Музее антропологии. Для согласия требовалось разрешение Бюро по делам индейцев в Вашингтоне. Переговоры между Сан-Франциско, Вашингтоном и Оровиллом, ведущиеся по телефону и телеграфу, длились около 48 часов. Наконец, согласие было получено, и Вебер выписал ордер на освобождение индейца. Сотрудникам музея же вменялась в обязанность опека над ним до полного решения вопроса.
В это время Вебер связался с городом Реддинг, где проживал индеец Батви, немного говоривший на яна. Батви прибыл в Оровилл. 4 сентября Уотермен, Батви и Иши выехали на поезде в Сан-Франциско.

## Жизнь в музее
В тот же день Иши, Батви и Уотермен прибыли в Сан-Франциско. Иши разместили в музее. Здесь он впервые встретился с антропологом Крёбером, которого стал называть «Большой Шеп» (искажённое «шеф»). В музее впервые встал вопрос об имени индейца. СМИ окрестили его как «дикого человека из Оровилла», своё же настоящее имя он предпочитал не называть в связи с поверьями яхов. Тогда Крёбер стал называть индейца «Иши», что на языке яна означало «человек». Индеец с покорностью принял новое имя, но отзывался на него неохотно.
После приезда Иши вокруг музея собралась толпа, желающая взглянуть на «последнего дикого человека в США», как он стал известен прессе. Среди любопытных были и театральные антрепренёры, стремившиеся заключить с индейцем контракт на выступления в своих заведениях. Предложение поступило и от одной из первых звукозаписывающих компаний American Phonograph Company, которая желала создать пластинку с записью голоса Иши. Однако запись так и не была произведена.
Иши было непривычно видеть такую толпу, и поначалу он испытывал страх, когда находился в большом скоплении людей. Ему не нравилось, когда незнакомцы пытались пожать ему руку. Хотя с годами он привык к этой форме приветствия, но всё равно испытывал некоторый дискомфорт.
В музее сложилась традиция, по которой Иши в будние дни занимался с антропологами, а по субботам принимал желающих познакомиться с ним. По воспоминаниям Крёбера, Иши быстро избавился от прежней стеснительности и с удовольствием завязывал общение с посетителями. Помимо разговоров индеец демонстрировал публике стрельбу из лука, добывание огня, а после представления дарил желающим изготовленные им наконечники стрелы. Вскоре спрос на них стал таким большим, что их стали отдавать лишь представителям образовательных учреждений и музеев. Иши больше всего нравилось показывать на таких сеансах процесс обработки обсидиана.
С течением времени Иши стал всё более приспосабливаться к новой жизни. Вместе с Крёбером он посещал пляжи, театры и варьете, где неизменно поражался большому количеству людей. При первом визите в театр Иши сопровождал Батви. Иши больше занимало поведение зрителей, чем происходящее на сцене, и Батви постоянно одёргивал его, заставляя следить за представлением. Иши познакомился и с медициной. В местной больнице его даже провели на хирургическую операцию. По воспоминаниям хирурга, индеец весьма прохладно отнёсся к его действиям, однако проявил живой интерес к работе анестезиолога.
Через некоторое время Иши смог достигнуть и финансовой самостоятельности. Он получил официальную должность помощника сторожа музея. В обязанности Иши входили уборка музея после посетителей и ремонт имущества. Крёбер вспоминал, что Иши с охотой принялся за возложенную на него работу. Руководство музея назначило Иши оклад в размере 25 долларов в месяц. Для того, чтобы он мог беспрепятственно обналичивать свои чеки, Крёбер научил Иши писать своё имя. Примерно половину зарплаты Иши использовал, а половину откладывал в сейф, полученный от Крёбера. Иши вёл хозяйство со скупостью и старался пользоваться самыми дешёвыми товарами. Он ревностно заботился о деньгах и частенько пересчитывал их. Система счёта у Иши была пятеричной. С помощью неё он с легкостью мог пересчитать всё своё состояние, но когда его попросили провести несложную вычислительную операцию с абстрактными числами, он не смог.

Несмотря на все эти привилегии, Иши так и не получил паспорт гражданина США. Проблема предоставления ему всех прав, в том числе избирательного, никогда не поднималась.

### Экспедиция и болезнь
С момента поселения Иши в музее стали появляться предложения вернуть его на родину. Несмотря на то, что учёные неизменно отвергали такие предложения, в 1911 году Крёбер и Уотермен решили свозить Иши в долину Дир-Крика. С ними захотели отправиться в поездку друг Иши доктор Поуп и его сын подросткового возраста. Иши с неодобрением воспринял эту идею, так как, по его словам, не хотел тревожить память о прошлом. Тем не менее, в конечном счёте он согласился, хотя и неохотно. Иши заранее заготовил луки и стрелы, чтобы его спутники смогли получить более наглядное представление об охоте яхов. Команда заручилась согласием Комиссии по охоте и рыболовству, позволившим им охоту на оленя.
В мае 1914 года экспедиция отправилась в путь. Часть пути они провели в поезде, часть — пешком. Тогда же Иши впервые в жизни прокатился верхом на лошади. Команда разбила лагерь рядом с впадением Дир-Крика в Салфер-Крик. Здесь они под руководством Иши изучали повседневную жизнь яхов, их способы добывания пищи и обряды.
По возвращении из экспедиции летом 1914 года у Иши проявились первые симптомы туберкулёза. В 1915 году его положили в больницу, где индейца регулярно навещал Поуп. Крёбер и Уотермен, которые были заняты преподаванием, каждый день получали телеграммы с подробными сведениями о состоянии Иши. К концу года индейцу стало ещё хуже, после чего он попросил перевезти его на лечение в музей. Он объяснял, что согласно своим поверьям яхи должны умирать дома. Просьба Иши была выполнена.

## Смерть
Иши умер 25 марта 1916 года в музее. После смерти Иши его тело было подвергнуто аутопсии в Калифорнийском университете в Беркли, заспиртованный мозг был передан для изучения в Смитсоновский институт, где хранился до 2000 года. По обычаям яхов и его предсмертной просьбе его тело было кремировано, прах был помещён в нише на кладбище к югу от Сан-Франциско. Иши оставил состояние в размере 525 долларов. Согласно законам Калифорнии, после смерти человека, не оставившего наследников, его состояние изымается в пользу государства. В случае Иши закон был обойдён: чиновник, уполномоченный наблюдать за выполнением этой операции, забрал лишь половину суммы. Вторая половина была по просьбе Иши передана хирургу Моффину, которого индеец почитал как одарённого лекаря.
В Канзас-Сити студенты, узнавшие от своего преподавателя об Иши, провели митинг его памяти.
В 2000 году, спустя 80 лет после его смерти, мозг Иши был передан Смитсоновским институтом представителям индейских племён Калифорнии, проживающим в резервации Майду, Redding и Pitt River, по их просьбе, и был ими похоронен, вместе с прахом Иши, в секретном месте в долине Дир-Крик.

## Наследие
Иши с самого прибытия в музей активно сотрудничал с учёными-антропологами. Благодаря ему они узнали о повседневной жизни яхов. Иши наглядно показывал, в том числе на выступлениях в музее, стрельбу из лука, процесс добывания огня и рыболовство. Также он рассказывал многочисленные сказки из племенного фольклора.
Иши представлял интерес и для лингвистов. Он поведал учёным множество слов из южного диалекта яна. Его голос был записан Уотерменом на плёнку, впоследствии хранившуюся в музее. В 1957 году плёнка была извлечена и восстановлена. Помимо этого, Иши стал главным героем документальной картины, снятой кинокомпанией California Motion Picture Corporation. Копия фильма, переданная университету, хранилась в неподходящих условиях и потому была повреждена. В настоящее время картина считается утерянной.

## В культуре
История Иши легла в основу нескольких кинокартин. В 1978 вышел телефильм Ishi: The Last of His Tribe, срежиссированный Робертом Эллисом Миллером. Роль Иши исполнил Элой Касадос. В 1992 году Гарри Хук снял телефильм «Последний из племени» с Грэмом Грином в роли Иши и Джоном Войтом в роли Крёбера. Войт за игру в фильме был номинирован на премию «Золотой глобус» в категории «Лучшая мужская роль — мини-сериал или телефильм».
В 2008 году в Театре Рино (Сан-Франциско) состоялась премьера постановки Ishi: The Last of the Yahi, написанной и срежиссированной Джоном Фишером. Главную роль исполнил Майкл Вега.

## Комментарии
1. ↑  Несмотря на то что Иши родился и провёл всю свою жизнь в США, он никогда официально не получал американского гражданства.